# Hermann (Missouri)
Hermann és una població dels Estats Units a l'estat de Missouri. Segons el cens del 2000 tenia 2.674 habitants.

## Demografia
Segons el cens del 2000, Hermann tenia 2.674 habitants, 1.149 habitatges, i 698 famílies. La densitat de població era de 448,9 habitants per km².
Dels 1.149 habitatges en un 27,6% hi vivien nens de menys de 18 anys, en un 48,4% hi vivien parelles casades, en un 9,1% dones solteres, i en un 39,2% no eren unitats familiars. En el 36,7% dels habitatges hi vivien persones soles el 22,5% de les quals corresponia a persones de 65 anys o més que vivien soles. El nombre mitjà de persones vivint en cada habitatge era de 2,2 i el nombre mitjà de persones que vivien en cada família era de 2,87.
Per edats la població es repartia de la següent manera: un 22,4% tenia menys de 18 anys, un 6,4% entre 18 i 24, un 23,4% entre 25 i 44, un 21% de 45 a 60 i un 26,9% 65 anys o més.
L'edat mediana era de 43 anys. Per cada 100 dones de 18 o més anys hi havia 80,4 homes.
La renda mediana per habitatge era de 35.634 $ i la renda mediana per família de 44.621 $. Els homes tenien una renda mediana de 27.426 $ mentre que les dones 20.372 $. La renda per capita de la població era de 19.428 $. Entorn del 5% de les famílies i el 6,7% de la població estaven per davall del llindar de pobresa.

## Poblacions més properes
El següent diagrama mostra les poblacions més properes.